# Посольство ОАЕ в Україні
Посольство Об'єднаних Арабських Еміратів в Києві — офіційне дипломатичне представництво ОАЕ в Україні, відповідає за підтримання та розвиток відносин між ОАЕ та Україною.

## Історія посольства
Після проголошення незалежності Україною 24 серпня 1991 року ОАЕ визнали Україну 2 січня 1992 року. 3 15 жовтня 1992 року між Україною та ОАЕ було встановлено дипломатичні відносини. Посольство України в Об'єднаних Арабських Еміратах було відкрито у березні 1993 року.. 11 березня 2013 року Уряд ОАЕ ухвалив рішення про підвищення рівня дипломатичних відносин з Україною шляхом відкриття у Києві посольства Об'єднаних Арабських Еміратів.

## Посли ОАЕ в Україні
1. Мохаммед Алі Аль-Осеймі (Mohammed Ali Al-Osaimi) (2004-2008), з резиденцією в Москві[3][4]
2. Омар Сайф Гобаш (Omar Saif Ghobash) (2010-2012)[5].
3. Абдулсалям Хареб Обайд Аль-Румейсі (Abdulsalam Hareb Obaid Al-Romaithi) (11.03.2013-2017), з резиденцією в Києві, вірчі грамоти вручив 13.09.2014[6][7]
4. Салем Ахмед Аль-Каабі (Salem Ahmed Salem Al-Kaabi) (2017-)[8][9][10][11]